# Otto von Bechtolsheim
Otto Hermann Friedrich Helmut Freiherr von Mauchenheim genannt Bechtolsheim (* 10. Mai 1910 in Würzburg; † 1999) war ein deutscher Jurist und Ministerialbeamter.

## Leben und Tätigkeit
Er stammte aus dem in den Freiherrenstand erhobenen deutschen Adelsgeschlecht Mauchenheim genannt Bechtolsheim und war der Sohn des bayerischen Oberstleutnants Hermann Freiherr von Bechtolsheim. Nach dem Schulbesuch studierte er Rechts- und Staatswissenschaften. In der Zeit des Nationalsozialismus trat er 1936 in den Dienst des Reichsverkehrsministeriums und wechselte 1938 zur Reichsbahndirektion Essen. Von 1941 bis 1945 war er Vorstand des Reichsbahnverkehrsamtes Allenstein. In dieser Zeit nahm er ab 1943 aktiv am Zweiten Weltkrieg teil und geriet in Kriegsgefangenschaft. Nach seiner Entlassung war er zunächst ohne Beschäftigung. 1947 erfolgte seine Beschäftigung als Justitiar bei der Industrie- und Handelskammer in Kassel.
1951 trat Otto Freiherr von Bechtolsheim in den Dienst des Bundesministeriums für Verkehr. 1954 wechselte er an das Bundeskanzleramt, wo er zunächst Hilfsreferent für wissenschaftliche Forschung und ab 1957 Referatsleiter für Grundsatzfragen usw. wurde.
1970 kehrte er an das Bundesministerium für Verkehr zurück, wo er die Leitung des Referats Internationale Zusammenarbeit in der Luftfahrt, Zivile Verteidigung übernahm. Nach Vollendung des 65. Lebensjahres ging er in Pension.